# Hotel Wrecking City Traders & Gary Arce
Hotel Wrecking City Traders & Gary Arce is een samenwerkingsverband tussen Gary Arce en de Australische band Hotel Wrecking City Traders.
In 2011 kwam hun eerste lp uit, met daarop twee nummers van ruim tien minuten. De lp werd uitgegeven via Bro Fidelity (waarvan Ben Matthews eigenaar is) en Cobraside Distribution, waarmee Arce met meerdere bands materiaal heeft uitgegeven.

## Discografie

### Lp
- 2011 -  Hotel Wrecking City Traders & Gary Arce